# أحمد الجندي
أحمد أسامة الجندي لاعب نادي الشمس، ومنتخب مصر للخماسي الحديث، تُوّج بعام 2024 بالميدالية الذهبية في دورة الألعاب الأولمبية للشباب، والميدالية الذهبية ببطولة العالم للشباب، وذهبيّة بطولة العالم للناشئين؛ ليحقق بذلك ثلاثيّة تاريخيّة لم يسبق ان حققت من قبل . فاز بالميدالية الفضية في دورة الألعاب الأولمبية طوكيو 2020 كأول مصري يحقق ميدالية أولمبية في الخماسي الحديث. ثم فاز بذهبية أوليمبياد باريس ٢٠٢٤ كاسرا الرقم العالمى والأوليمبى.
كان قد فاز بجائزة أفضل لاعب في العالم على مستوى الناشئين، من قبل الاتحاد الدولي للخماسي، مرتين على التوالي، وأدرج في قائمة الشرف الوطني المصري، باب الرياضيين اعتبارًا من 11/1/2019، بعد منح اسمه قلادة تاميكوم من الطبقة الماسية.

## نشأته وحياته
ولد أحمد أسامة الجندي، في الأول من مارس (آذار) عام 2000م، بمدينة نصر التابعة لمحافظة القاهرة، بجمهورية مصر العربية، لأسرة تهوى الرياضة وتمارسها دون احتراف؛ إذ كان والده يمارس رياضة التنس، في حين كانت تلعب والدته كرة اليد. وقد ظهرت علامات تفوق الجندي الرياضي منذ طفولته، ولاحظ ذلك المدير الفني لرياضة السباحة بنادي طلائع الجيش، الذي بدأ فيه ممارسة اللعبة، وأثنى على حركته في الماء، وقال عنه أنه موهوب جدًا، أعلن أحمد عن عقد قرانه على زميلته السابقة في اللعبة مريم عامر في 1 أبريل 2025، أقيم الحفل بحضور عدد من الأهل والأصدقاء، وكان من بين الحضور الدكتور  أشرف صبحي، وزير الشباب والرياضة، الذي حرص على تهنئة العروسين بهذه المناسبة السعيدة .

## مسيرته الرياضية

### بدايته المبكرة
بدأ الجندي مشواره الرياضي في سن مبكرة، وذلك لدى التحاقه بنادي طلائع الجيش، ومارس التمرينات في رياضتي السباحة والجري وهو بعمر 6 سنوات. وفي سن الرابعة عشر عامًا، بدأ التمرين على الرماية والسلاح. وتصل عدد ساعات التمرين في رياضة الخماسي إلى 8 ساعات يوميًا.

### النوادي التي التحق بها
- نادي طلائع الجيش من عام 2006 إلى عام 2015
- نادي الصيد من عام 2015 إلى عام 2017
- نادي الشمس من عام 2017 إلى الآن

### البطولات المحلية
شارك الجندي في أول بطولة جمهورية في رياضة الخماسي الحديث وهو في عمر 8 سنوات، مُحرزًا المركز الثالث في أول بطولة محلية له، في شهر مارس من عام 2008. ومنذ ذلك الحين، توالت مشاركاته في بطولات الجمهورية للخماسي الحديث حتى عام 2017، متصدرًا المركز الأول والثاني.

### مسيرته الدولية
كان الجندي قد انقطع عن ممارسة الخماسي لمدة ثلاث سنوات، ركز خلالها على السباحة التي حقق فيها العديد من الميداليات والألقاب المحلية والدولية، حتى جاءت اللحظة الحاسمة في حياته الرياضية، وتحديدًا في عام 2014، عندما أُعلن عن البدء في اختيار لاعبي المنتخب الوطني للخماسي الحديث؛ استعدادًا لخوض المنافسات المؤهلة لأولمبياد الشباب؛ فعاد الجندي لاستكمال مسيرته في الخماسي.
وقد بدأ مسيرته الدولية بمشاركته في أول بطولة دولية له، هي بطولة البحر المتوسط في إيطاليا عام 2015، والتي حصل فيها على المركز الأول، وتقلد الميدالية الذهبية. وتلاها بعد ذلك مشاركاته في عديد من البطولات والمسابقات العالمية، التي مثل مصر فيها فرديًا وجماعيًا ضمن فريق المنتخب المصري للخماسي الحديث، وأحرز خلالها العديد من الميداليات.
ومن أبرز ما حققه نجم نادي الشمس، تصدره التصنيف العالمي للعبة للناشئين، بعد حصده لقب بطولة كأس العالم في البرتغال، والتي أقيمت في أبريل 2018، بالإضافة إلى اللقب العالمي الثاني له في بطولة التشيك؛ ليجمع بين لقبي العالم للناشئين والشباب. هذا إلى جانب الإنجاز الأكبر بحصوله على ذهبية الخماسي في أولمبياد الشباب الأخيرة بالأرجنتين. وتُوج الجندي أيضًا بالميدالية الفضية في منافسات بطولة العالم للجامعات، التي أقيمت بالمجر في يوليو 2018.
وكشف أحمد أسامة في حوار مع صحيفة الوطن، أن ما حققه أبناء نادي الشمس في الخماسي الحديث، خاصة عائلة الجزيري، وأية مدني، وياسر حفني، كان دافعًا قويًا له؛ لبذل أقصى جهد ممكن للوصول لتلك المكانة العالمية لهؤلاء الأبطال، الذين يعتبرهم مثلًا أعلى له، منذ أن مارس اللعبة. (2)

## الميداليات والجوائز
منذ انطلاقة مشواره الرياضي إلى الآن، تقلد الجندي الميداليات التالية:
- ذهبية بطولة البحر المتوسط 2015
- برونزية تتابع مختلط بطولة العالم، فرنسا، أغسطس 2015
- فضية بطولة إنجلترا، مارس 2016
- ذهبية فرق بطولة إنجلترا، مارس 2016
- فضية فردي بطولة العالم أمريكا، أكتوبر 2016
- ذهبية تتابع مختلط بطولة العالم، أمريكا، أكتوبر 2016
- برونزية فرق بطولة العالم، أمريكا، أكتوبر 2016
- ذهبية بطولة كأس أوروبا المفتوحة، إسبانيا، أبريل 2017
- ذهبية بطولة كأس أوروبا المفتوحة، بلغاريا، مايو 2017
- فضية بطولة كأس أوروبا، التشيك، يونيو 2017
- فضية فرق بطولة العالم للشباب، التشيك، يوليو 2017
- ذهبية بطولة العالم للشباب، أبريل 2018
- ذهبية بطولة العالم للناشئين، أغسطس 2018
- ذهبية أولمبياد الشباب، الأرجنتين، أكتوبر 2018
- ذهبية بطولة العالم، مارس 2019 (3) و(4)
- برونزية كأس العالم، المجر، مايو 2019 (5)
- ذهبية الأولمبياد، باريس، أغسطس 2024[6]

كذلك، فاز الجندي بجائزة أفضل لاعب في العالم للناشئين عام 2018 و2019م، على التوالي من قبل الاتحاد الدولي للخماسي. ومُنح جائزة محمد بن راشد آل مكتوم لأفضل رياضي عربي، حقق نجاحات متميزة عام 2018، بالإضافة إلى اختياره سفيرًا للإبداع الرياضي في العام التالي من قبل هيئة الجائزة. (6)
وفي الحادي عشر من يناير عام 2019م، أُدرِج اسمه في قائمة الشرف الوطني المصري، باب الرياضيين، ومُنِح قلادة تاميكوم من الطبقة الماسية؛ وذلك بعد تتويجه في عام 2018 بالميدالية الذهبية في دورة الألعاب الأولمبية للشباب، والميدالية الذهبية ببطولة العالم للشباب، وذهبية بطولة العالم للناشئين؛ ليحقق بذلك ثلاثية تاريخية لم يسبقه إليها أحد في تاريخ اللعبة. (1)
كذلك، تلقى الجندي تكريمًا من الرئيس المصري عبد الفتاح السيسي، على هامش ختام مهرجان الشباب العربي والأفريقي، الذي أقيم بأسوان في مارس 2019. وقد سبق وكرمه رئيس الجمهورية أيضًا في عام 2018، بعد تربعه على قمة التصنيف العالمي في الخماسي الحديث. (7)

## التصنيف الدولي
يحتل الجندي المركز الأول في التصنيف الدولي للناشئين، والمركز العاشر في التصنيف الدولي للكبار في رياضة الخماسي الحديث. (8)

## خارج المجال الرياضي

### الحياة الشخصية
يعد الجندي الابن الثالث بين أربع أبناء، تكبره أختان، ويصغره أخ، لأب يعمل مهندسًا ميكانيكيًا، في حين عملت والدته معلمة، حتى استقالت عام 2018م من أجل التفرغ لإدارة أعمال ابنها الشاب، ومشواره الرياضي الواعد.
وإلى جانب مسيرته الرياضية، يدرس الجندي في الوقت الحالي، الهندسة بالأكاديمية البحرية. ويُجيد اللغة الإنجليزية بطلاقة، والفرنسية بقدر متوسط، بالإضافة إلى لغته الأم، العربية.

### الرعاية
تظهر صور البطل العالمي الأوليمبي للعبة الخماسي الحديث، أحمد الجندي في إعلانات بعض الشركات الراعية للاتحاد المصري للخماسي الحديث، مثل شركة فيفا للصناعات الغذائية، فضلًا عن شركة الشبَّة المصرية التي وقعت في مارس 2019 عقد الرعاية الرسمية لأحمد الجندي حتى طوكيو 2020. (9)

### الإعلام
حظى الجندي باحتفاء واسع من وسائل الإعلام المصرية؛ فظهر ضيفًا في العديد من اللقاءات التلفزيونية على عدد من القنوات المحلية والخاصة (3) (4) (10)، وتحدثت عنه عديد من الصحف المحلية، مثل صحيفة الوطن(2) والأهرام(11).
متمنين له دوام التوفيق والنجاح في رفع اسم وطننا الغالي مصر 